# Komunistická strana Španělska
Komunistická strana Španělska (španělsky: Partido Comunista de España, PCE) je španělská komunistická politická strana vzniklá roku 1921.

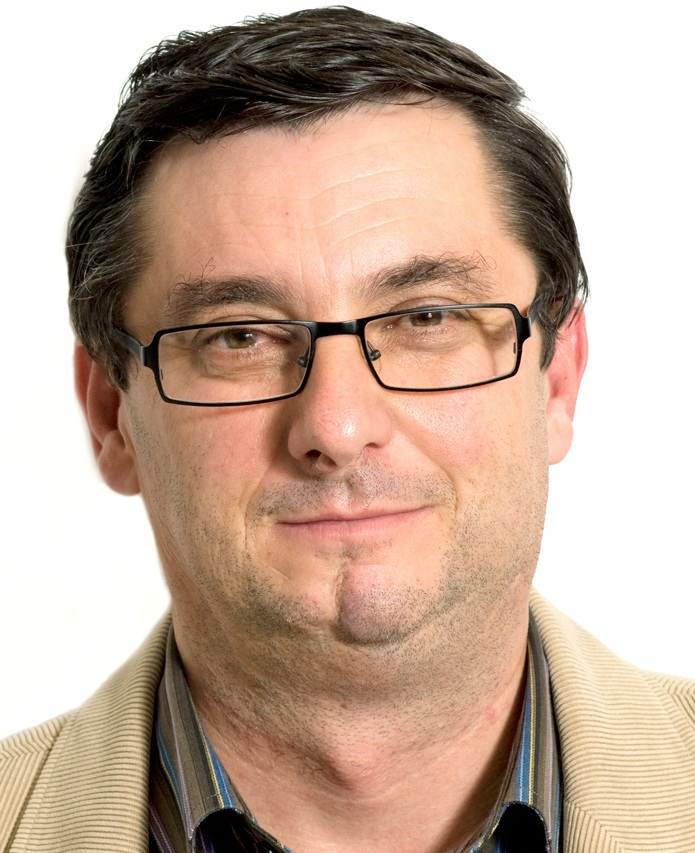
José Luis Centella (* 1958), od roku 2009 generální tajemník strany.

Strana vznikla sloučením dvou komunistických proudů, následně prošla bolševizací (tj. očištěním strany podle sovětského vzoru). Během občanské války se stala vlivnou silou v rámci republikánské vlády. V 60. letech přešla na pozice eurokomunismu, kritizovala například invazi sovětských vojsk do Československa. Dnes je PCE na domácí půdě součástí koalice Jednotná levice, na mezinárodní úrovni je začleněna do Strany evropské levice.

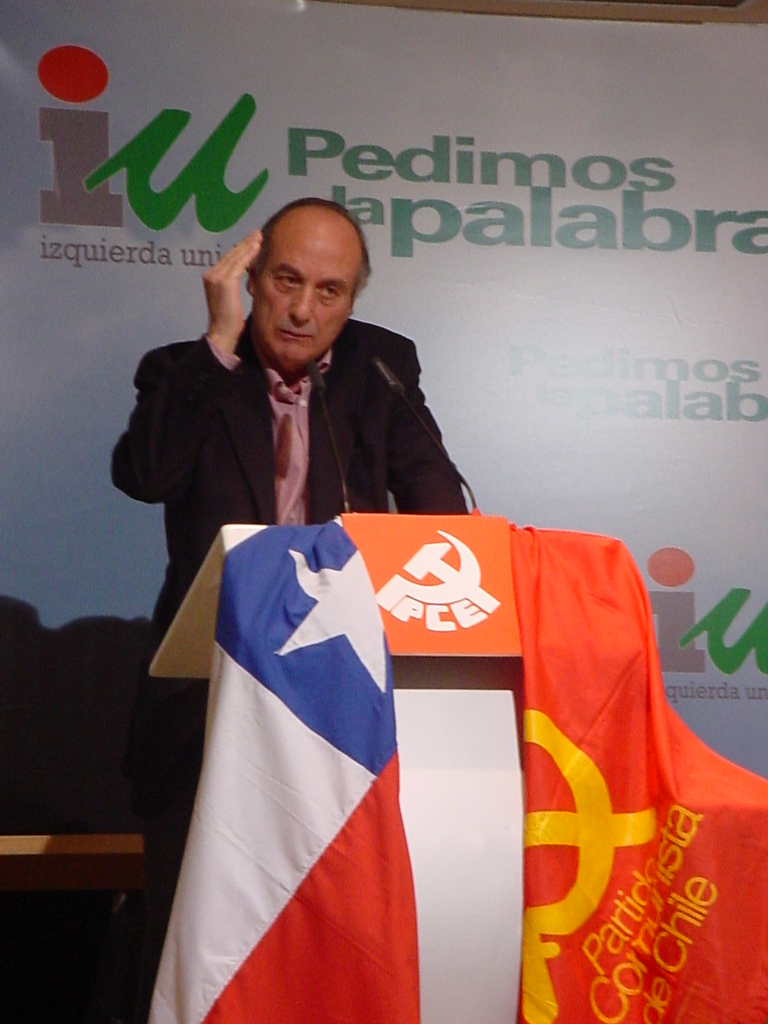
Francisco Frutos, bývalý generální tajemník strany (1998–2009). V pozadí logo Jednotné levice, v popředí vlajka Chile a znak PCE

Mládežnická organizace strany se nazývá Unión de Juventudes Comunistas de España (Liga mladých komunistů Španělska). Strana vydává měsíčník Mundo Obrero (Svět dělníků).

## Historie

### Vznik strany
První komunistická strana ve Španělsku, Španělská komunistická strana, byla utvořena v dubnu 1920 členy Federace socialistické mládeže (mládežnického křídla PSOE). Strana vydávala tisk El Comunista.
O rok později byla založena Španělská komunistická dělnická strana. Tuto stranu založilo bývalé komunistické křídlo v rámci Španělské socialistické dělnické strany (tzv. terceristas), které se předtím pokoušelo neúspěšně ovládnout stranu a vstoupit s ní do Kominterny.
V listopadu 1921 se obě strany sloučily, nová strana přijala název Komunistická strana Španělska a vstoupila do Třetí internacionály. V prvních letech působení se stala PCE terčem represí ze strany diktatury Miguela Primo de Rivery. Zároveň probíhaly vnitřní spory o směřování strany. Po vítězství promoskevského (stalinského) křídla vzniklo více odštěpeneckých útvarů, některé z nich se později spojily do Dělnické strany marxistického sjednocení (POUM). Parlamentní zastoupení získala PCE poprvé v roce 1933 (0,22 % hlasů).

### Během Druhé republiky a občanské války
Po důsledné bolševizaci nebyla PCE početnou stranou, přesto se díky těsným kontaktům na Sovětský svaz stala důležitou součástí Lidové fronty. Během občanské války se postavila proti radikálním tendencím anarchistů a POUM (tj. spontánní zabírání půdy a továren, boření kostelů aj.). PCE také stojí za krvavými událostmi v Barceloně v květnu 1937, kdy byli levicoví odpůrci republikánské vlády potlačeni a následně pronásledováni; někteří, jako tajemník POUM Andreu Nin, byli popraveni. Během války vzrostl počet členů z 30 tisíc až na 100 tisíc. V roce 1936 byla rozpuštěna komunistická strana v Katalánsku, splynula spolu s ostatními socialistickými stranami do Sjednocené socialistické strany Katalánska (PSUC) (od té doby nemá PCE katalánskou stranickou organizaci).

### V opozici proti Francovi
I po nastolení diktatury Francisca Franca zůstala strana organizovaná, i když čelila tvrdým represím. Na některých místech země dokonce vedla odpor prostřednictvím guerrillového boje. V pozdějších letech frankistické diktatury změnila taktiku, skrze dělnické komise se stala součástí politického disentu v zemi. Velká část členů odešla do exilu, většinou do Francie.

### Od 60. let po současnost
V 60. letech se stal vůdcem strany Santiago Carrillo, pod jeho vedením opustila PCE leninistickou linii a přešla k eurokomunismu (ve španělských poměrech to znamenalo respektování liberální demokracie v rámci konstituční monarchie). V roce 1977 byla PCE soudně legalizována. Krátce po legalizaci se ke straně hlásilo 200 000 aktivistů. V prvních dvou svobodných volbách se volební výsledek pohyboval okolo 10 %. Po neúspěchu v roce 1982 (4 %) byl Carrillo vytlačen z vedení strany. V 80. letech ze strany odešla část členů, která nesouhlasila s její eurokomunistickou orientací a založila Komunistickou stranu národů Španělska (PCPE).
V roce 1986 se v rámci protestů proti NATO vytvořila dodnes existující aliance stran nazvaná Sjednocená levice (IU, Izquierda Unida), v rámci které PCE zaujímala/zaujímá hegemonní postavení a kandiduje ve volbách.